# Tomb of Queen Khentkawes
Tomb of Queen Khentkawes är en fornlämning i Egypten.   Den ligger i guvernementet Giza, i den norra delen av landet, 15 km sydväst om huvudstaden Kairo. Tomb of Queen Khentkawes ligger 31 meter över havet.
Terrängen runt Tomb of Queen Khentkawes är platt. Runt Tomb of Queen Khentkawes är det tätbefolkat, med 369 invånare per kvadratkilometer. Närmaste större samhälle är Kairo, 14,8 km nordost om Tomb of Queen Khentkawes. Trakten runt Tomb of Queen Khentkawes är ofruktbar med lite eller ingen växtlighet.